# Direction générale du Nouveau-Québec
La Direction générale du Nouveau-Québec est un bureau du Ministère des Richesses naturelles du Québec créé le 8 avril 1963 en vue de reprendre le contrôle administratif du territoire actuel du Nunavik alors géré de facto par le gouvernement du Canada. Dans les années qui suivront, la Direction coordonne les nouvelles interventions gouvernementales québécoises au nord du 55e parallèle, notamment en santé et en éducation.
Le 18 janvier 1978, la Direction générale du Nouveau-Québec et le Bureau de coordination de l’Entente de la Baie-James sont fusionnés dans le nouveau Secrétariat des activités gouvernementales en milieu amérindien et inuit, de nos jours connu sous le nom du Secrétariat aux affaires autochtones et relevant du ministère du Conseil exécutif.